# Накано-Симбаси (станция)
Станция Накано-Симбаси (яп. 中野新橋駅 накано симбаси эки) — железнодорожная станция на линии Маруноути расположенная в специальном районе Накано, Токио. Станция обозначена номером m-05. Была открыта 8-го февраля 1961 года. На станции установлены автоматические платформенные ворота.
В фильме из цикла про агента Джеймса Бонда «Живёшь только дважды» данная станция выступает в роли частного перевалочного пункта Тигра Танаки.

## Планировка станции
Две платформы бокового типа и 2 пути.
| 1 | ○ Линия Маруноути | Хонантё                           |
| 2 | ○ Линия Маруноути | Накано-Сакауэ, Огикубо, Икэбукуро |

## Близлежащие станции
| «                |  | Линия                         |  | »             |
| ---------------- |  | ----------------------------- |  | ------------- |
| Накано-Фудзимитё |  | Линия Маруноути (ответвление) |  | Накано-Сакауэ |